# Moon secure
Moon Secure (MS) được viết bằng 3 ngôn ngữ lập trình kết hợp Delphi, Visual C++, Assembler. MS được sử dụng như một hệ thống giám sát thống kê tối ưu hóa việc sử dụng tài nguyên mạng, đồng thời là một bức tường lửa với nhiều tính năng linh hoạt trước các cuộc tấn công của tin tặc và sâu máy tính. MS không những được tích hợp hầu hết các tính năng cần thiết của một phần mềm an ninh mạng mà còn được bổ sung hàng loạt các tính năng nổi trội khác như: "Tường lửa theo dịch vụ, có hẹn giờ", "Cài một máy, điều khiển mọi máy", "Báo động bằng SMS".